# Parafia św. Józefa Oblubieńca Najświętszej Maryi Panny w Warszawie (Koło)
Parafia św. Józefa Oblubieńca Najświętszej Maryi Panny – parafia rzymskokatolicka należąca do dekanatu wolskiego, archidiecezji warszawskiej, metropolii warszawskiej Kościoła katolickiego, w Warszawie. Obsługiwana przez księży archidiecezjalnych.

## Historia
Parafia została erygowana w 1938 roku. Jej organizatorem był ks. Jan Sitnik, poprzednio proboszcz i również budowniczy świątyni w podwarszawskich Ząbkach. W tym samym roku poświęcono tymczasową, drewnianą kaplicę oraz rozpoczęto budowę obecnego kościoła murowanego według projektu Feliksa Michalskiego. Budowa trwała również w czasie okupacji hitlerowskiej, mimo trudności związanych z reglamentacją materiałów budowlanych przez władze niemieckie.
W 1944 roku hitlerowcy spalili drewniany kościół i plebanię. Już w 1945 roku rozpoczęto ponowną budowę kościoła. Zadaszono wówczas, a następnie poświęcono dolny kościół, oraz zaczęto budowę kościoła górnego. W 1951 roku kościół otrzymał drugiego patrona – św. Jana od Krzyża. Konsekracja świątyni nastąpiła w 1963 roku. 19 marca 2021 roku kard. Kazimierz Nycz ustanowił kościół na Kole diecezjalnym sanktuarium św. Józefa.

### Kościół parafialny

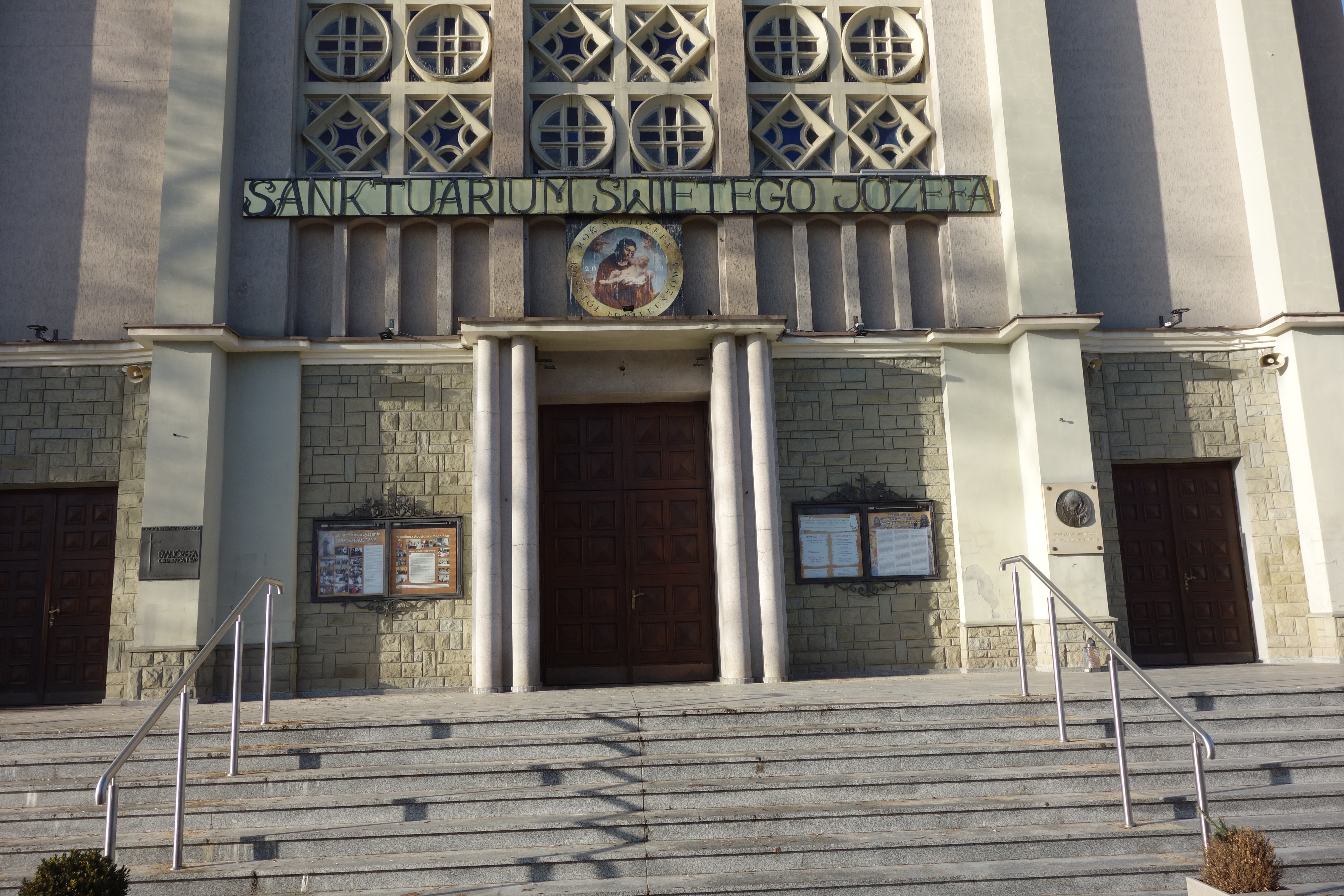
Wejście do kościoła z napisem Sanktuarium Świętego Józefa

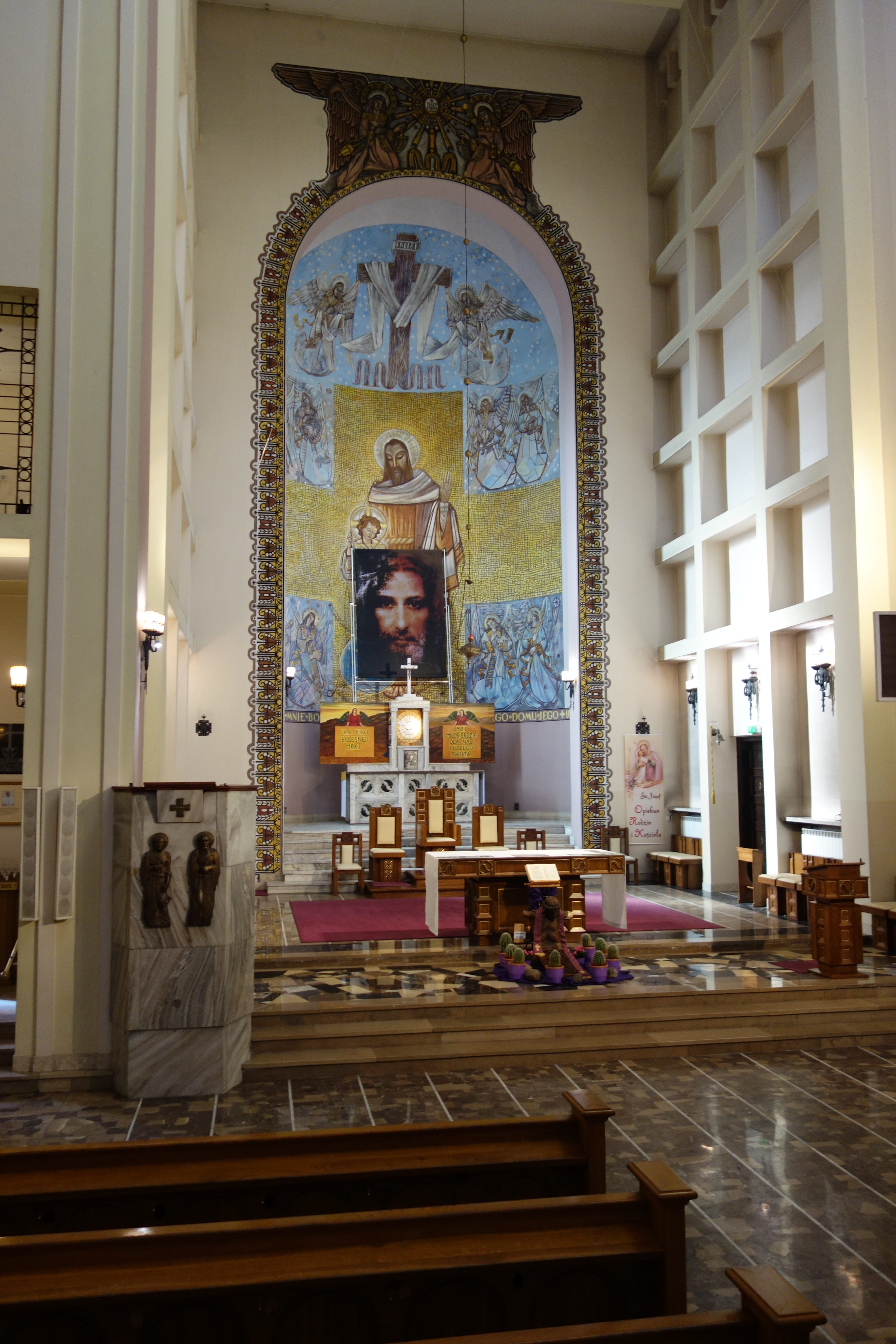
Prezbiterium (rok 2021)

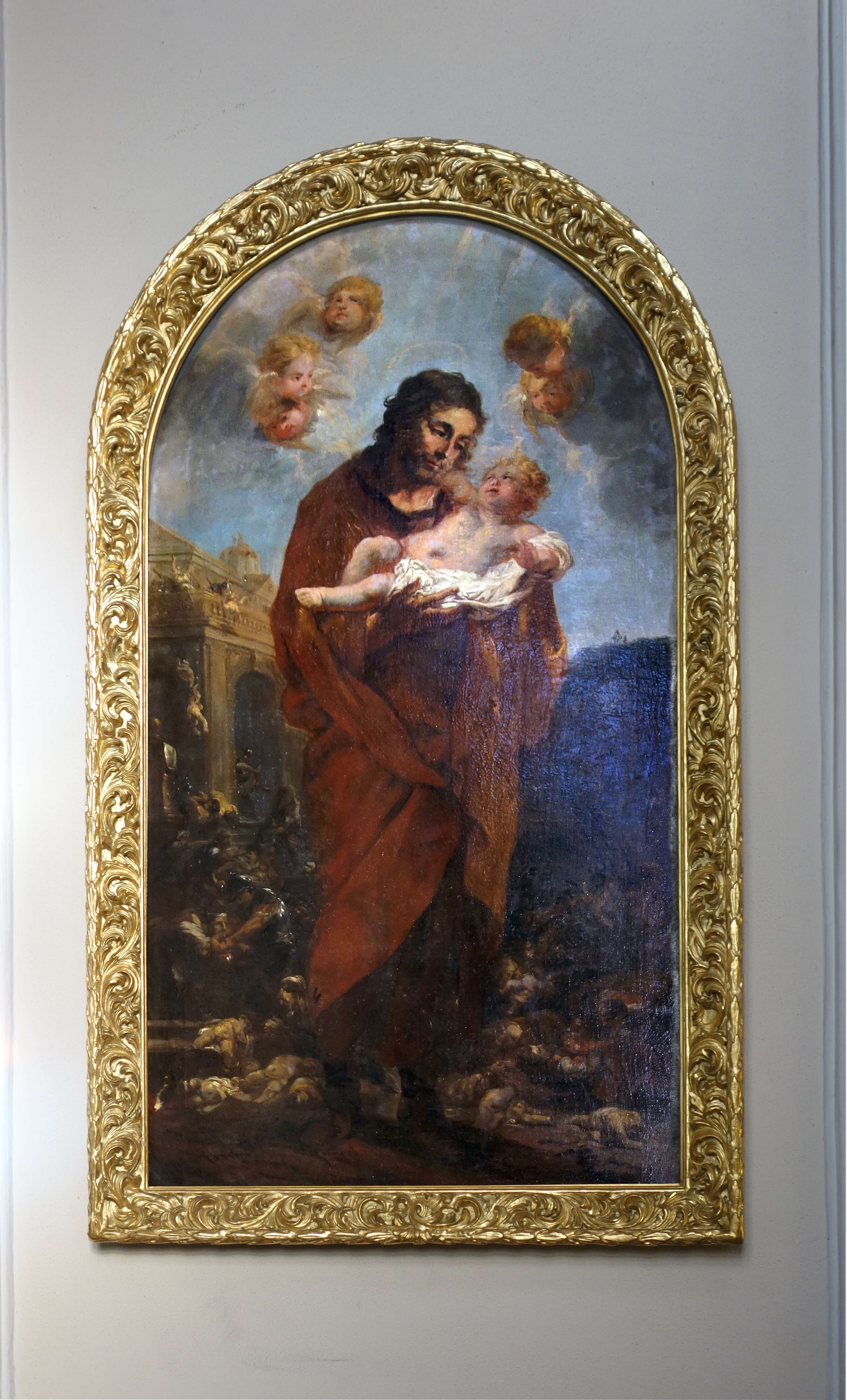
Obraz św. Józefa autorstwa Leopolda Willmana

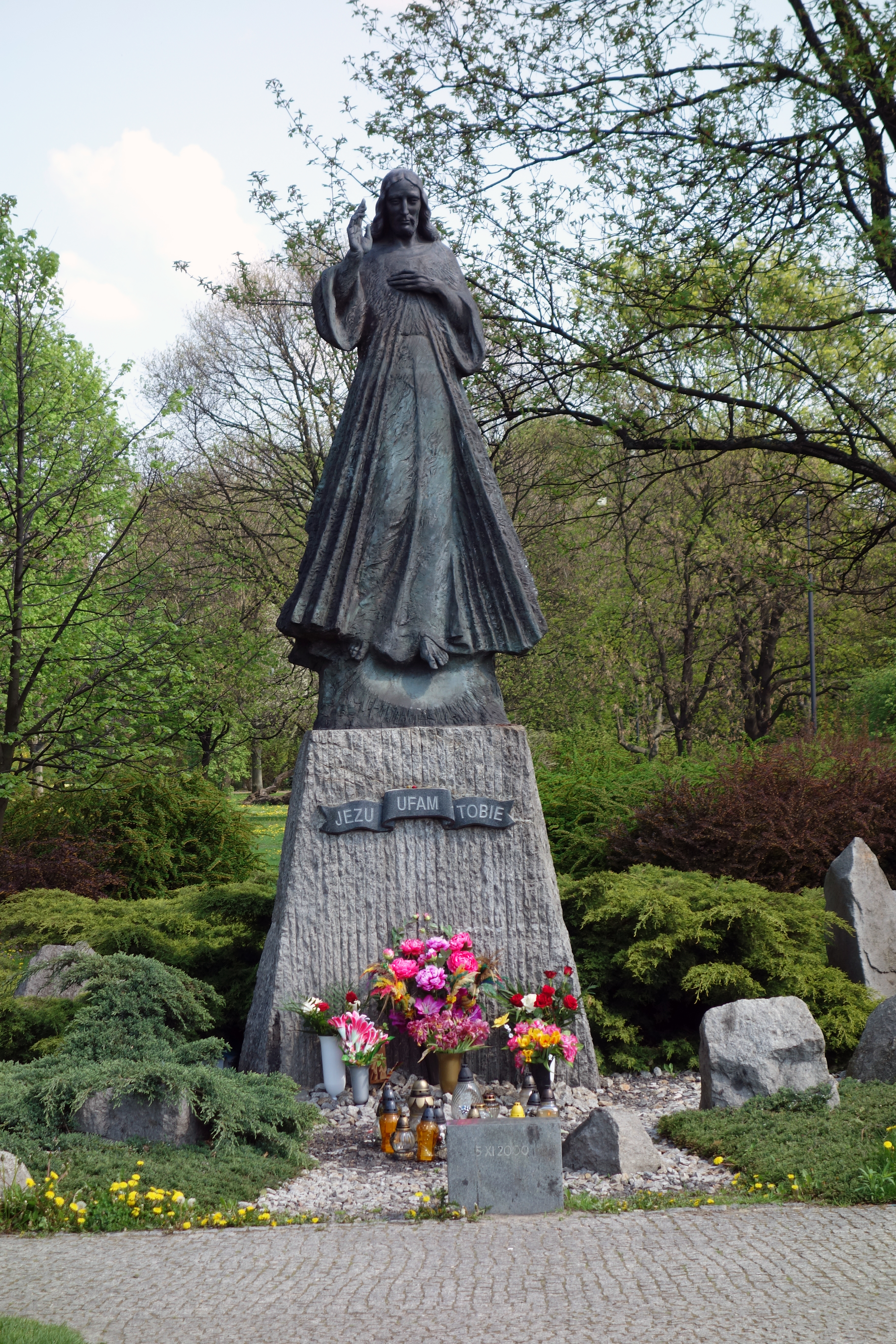
Posąg Chrystusa miłosiernego w Parku Moczydło autorstwa Gustawa Zemły

#### Kościół górny
Kościół górny św. Józefa jest monumentalnym, trójnawowym budynkiem halowym z transeptem, okcydentowanym. Nad skrzyżowaniem naw znajduje się kopuła. Fasada z dwiema niezbyt wysokimi w stosunku do samego kościoła wieżami; główną jej ozdobą jest wielkie okno o wypukłym, dekoracyjnym wypełnieniu. Chór z organami 23-głosowymi. W kościele znajdują się 4 kaplice: Miłosierdzia Bożego, Różańcowa, Matki Bożej Częstochowskiej i Krzyża. Dwie pierwsze zajmują oba końce nawy poprzecznej, pozostałe znajdują się wraz z zakrystią po obu bokach prezbiterium.

##### Architektura i wystrój obiektów
Wystrój kościoła górnego jest bardzo niejednorodny stylistycznie. W skład jego wchodzą dzieła naturalistyczne i abstrakcyjne, historyzujące i nowoczesne, a także o charakterze przejściowym. Ponadto część drewnianego wyposażenia świątyni ma charakter ludowy czy folkloryzujący.
Kościół zdobią liczne witraże, w tym najważniejszy witraż wielkiego okna fasady. Ich tematyka jest przeważnie abstrakcyjna i symboliczna, rzadziej roślinna. Ściany boczne prezbiterium dekorowane są kasetonami.
Polichromie współcześnie znajdują się w prezbiterium (św. Józef z małym Jezusem), wnętrzu kopuły (w obu miejscach autorstwa prof. J. Sławińskiego) oraz kaplicy Miłosierdzia Bożego; z nich też składa się Droga Krzyżowa. Częściowo wykonano je techniką sgraffito.
Witraże samego kościoła i Droga Krzyżowa są dziełami Marii Hiszpańskiej-Neuman. Liczne wykonane z brązu prace zamieszkałego na terenie parafii prof. Gustawa Zemły: płaskorzeźby śś. Piotra i Pawła na ambonie, wielki krucyfiks w kaplicy Krzyża (o wadze 400 kg), rzeźba Matki Bożej i płaskorzeźby przedstawiające 20 tajemnic różańcowych w Kaplicy Różańcowej.
Ołtarze w prezbiterium i kaplicach marmurowe, w prezbiterium ponadto ołtarz drewniany (prof. W. Trojan i W. Kulon).

#### Kościół dolny
Kościół dolny mieści się w podziemiach kościoła górnego. Jest usytuowany poprzecznie do świątyni na wyższym poziomie, mniejszy, ale również trójnawowy, o wąskich nawach bocznych. Znajdują się tu 2 niewielkie witraże, 6 wykonanych przez Zbigniewa Staszko malowideł na bocznych ścianach i podświetlany szklany krzyż z dekoracją malarską. Drewniany podest ołtarza wyposażony jest w kurtynę i może służyć jako scena teatralna.

#### Posąg Chrystusa Miłosiernego
W granicach parafii, w parku Moczydło, przy skrzyżowaniu ulic Górczewskiej i Deotymy, umieszczony został w roku 2001 posąg Chrystusa Miłosiernego, brązowy na granitowym cokole, wykonany przez Gustawa Zemłę według pomysłu Rozalii Majszczyk.

## Proboszczowie
- ks. Jan Sitnik (1938–1978, do śmierci)
- ks. Leopold Sotkiewicz (1978–1985, do śmierci)
- ks. Jan Sikorski (1986–2006, do odejścia na emeryturę)
- ks. Zbigniew Godlewski (od 2006)

## Życie religijne parafii

### Adoracja Najświętszego Sakramentu
Najbardziej charakterystycznym przejawem życia religijnego parafii jest nieustająca adoracja Najświętszego Sakramentu w kaplicy bocznej. Od 1987 roku mieszkańcy Koła i wierni z innych parafii mogą adorować Najświętszy Sakrament w kościele św. Józefa całą dobę. Większość uczestników adoracji pozostaje zrzeszona w Bractwie Adoracyjnym. W roku 2012 Parafia zainicjowała Krajowe Fora Wieczystej Adoracji Najświętszego Sakramentu w Parafiach. Do czasu pandemii koronawirusa w 2020 roku odbyło się już ich osiem w ośmiu ośrodkach całodobowej adoracji w Polsce. Po znacznym spadku ilości pełniących dyżury adoracyjne od roku 2020 następuje wymiana pokoleniowa i wyraźnie zwiększa się ich liczba.

### Kult Miłosierdzia Bożego
W parafii rozwinął się również kult Miłosierdzia Bożego. Codziennie o godz. 15.00 w kaplicy adoracji Najświętszego Sakramentu odprawiana jest koronka do Miłosierdzia Bożego z rozważaniem męki pańskiej, a w każdy piątek msza św. z kazaniem okolicznościowym. Osobliwością parafii jest doroczne organizowanie obchodów Święta Bożego Miłosierdzia dla Warszawy przy posągu Chrystusa Miłosiernego w parku Moczydło. Od roku 2008 obchody te znacznie się rozwinęły i nabrały charakteru diecezjalnego, odkąd Ordynariusz zaczął zapraszać na nie diecezjan.

### Wspólnoty parafialne
W parafii działają również inne wspólnoty o charakterze modlitewnym, liturgicznym i formacyjnym, Żywy Różaniec, Franciszkański Zakon Świeckich, Koło Przyjaciół Radia Maryja, Wspólnota Krwi Chrystusa, Akcja Katolicka, Liturgiczna Służba Ołtarza, Schola, Totus Tuus i inne.

### Pielgrzymka
Z parafii tej wyrusza co roku 5 sierpnia Piesza Pielgrzymka Niepełnosprawnych na Jasną Górę, organizowana przez Katolickie Stowarzyszenie Niepełnosprawnych Archidiecezji Warszawskiej (od 1992 roku).